# Equisetum ramosissimum
Espèce
Equisetum ramosissimum, communément appelée Prêle rameuse ou Prêle très rameuse, est une espèce de prêles présente en Europe. Elle se propage principalement par voie végétative. Par hybridation avec Equisetum hyemale elle donne Equisetum × moorei.

## Synonymes
- Equisetum campanulatum Poir.
- Equisetum capillare Hoffm.
- Equisetum elongatum Willd.